# Парламентские выборы в Эфиопии (1995)
Парламентские выборы 1995 года проводились в Эфиопии 7 и 18 мая 1995 года для избрания членов Совета народных представителей. Выборы в регионах Афар, Сомали и Харари были отложены до 28 июня для назначения квалифицированного персонала, способного урегулировать возможные конфликты и нарушения. Несмотря на то, что это были первые многопартийные выборы в Эфиопии, некоторые оппозиционные партии бойкотировали выборы. Среди таковых оказались Всеамхарская народная организация, Совет альтернативных сил за мир и демократию в Эфиопии, а также Эфиопская партия демократического единства.

## Ситуация накануне выборов
После бегства из страны президента Менгисту Хайле Мариама прошедшей в июле 1991 года национальной конференцией было создано Переходное Правительство Эфиопии. Главной целью переходного правительства являлось установление конституции федеративной республики, а также проведение выборов законодательной власти республики. 5 января 1995 года Национальная избирательная комиссия Эфиопии установила дату выборов, означающих конец переходного периода, на май того же года.
Наблюдатели заранее считали заранее определённым получение большинства из 547 мест в Палате народных представителей правящей коалицией — Революционно-демократическим фронтом эфиопских народов, взявшей власть в свои руки после свержения Менгисту и доминировавшей в переходном правительстве. Основную оппозицию представляла небольшая Эфиопская национально-демократическая партия под руководством Небию Самюэля. Четыре из семи национальных партий бойкотировали выборы, сославшись на неравные условия для разных сторон. Несмотря на это, утверждается, что в выборах участвовал 2871 кандидат, в то время как Национальная избирательная комиссия сообщала об участии 2741 кандидата, в том числе 1881 из 58 политических организаций (преимущественно подразделений РДФЭН), и 960 беспартийных кандидатов.
В период выборов действовало 40 тыс. избирательных участков, на которых, помимо местных наблюдателей, присутствовали представители Великобритании, США, Италии, Франции, Швеции, Бельгии, Австрии, Нидерландов, Испании, Канады, Финляндии, Норвегии и России, а также 81 наблюдатель от Организации африканского единства. Сообщалось, что процесс голосования проходит без инцидентов, с большим процентом явки по всей стране. Несмотря на это благоприятное впечатление, кандидаты от Народной партии демократического единства Силте подвергались преследованиям, избиению и запрету на перемещение. Доктор Асрат Уолдейес, генеральный секретарь Всеамхарской народной организации, был арестован, осуждён и приговорён к двум годам тюремного заключения за присутствие на митинге, где обсуждались вооружённые действия против переходного правительства. Должностные лица Эфиопской партии демократического единства подверглись арестам в Гондэре и Бахр-Даре.

## Результаты
РДФЭН и поддерживающие его партии заняли 471 из 547 мест в Совете, другим партиям и беспартийным кандидатам достались остальные 75 мест. Большинство этих мест принадлежало к пограничным регионам: Афару, Сомали, Гамбеле, Бениншагул-Гумузу и Харару (всего 57 мест). Отмечалось, что в пограничных регионах проходило наиболее упорное соперничество кандидатов.
| Альянс                           | Партия                                                                          | Число голосов | %    | Число мест |
| -------------------------------- | ------------------------------------------------------------------------------- | ------------- | ---- | ---------- |
| Союзники РДФЭН                   | Демократическая партия оромо                                                    | 16 429 727    | 82,9 | 176        |
| Союзники РДФЭН                   | Амхарское национально-демократическое движение                                  | 16 429 727    | 82,9 | 133        |
| Союзники РДФЭН                   | Народный фронт освобождения Тыграй                                              | 16 429 727    | 82,9 | 38         |
| Союзники РДФЭН                   | Революционно-демократический фронт эфиопских народов                            | 16 429 727    | 82,9 | 21         |
| Союзники РДФЭН                   | Народно-демократическая организация Сидамы                                      | 16 429 727    | 82,9 | 19         |
| Союзники РДФЭН                   | Народно-демократическая организация Гамо и Гофы                                 | 16 429 727    | 82,9 | 15         |
| Союзники РДФЭН                   | Народная революционно-демократическая организация Гураге                        | 16 429 727    | 82,9 | 14         |
| Союзники РДФЭН                   | Народно-демократическая организация Уолайта                                     | 16 429 727    | 82,9 | 13         |
| Союзники РДФЭН                   | Народно-демократическая организация Хадии                                       | 16 429 727    | 82,9 | 9          |
| Союзники РДФЭН                   | Народное движение демократического единства Гидео                               | 16 429 727    | 82,9 | 7          |
| Союзники РДФЭН                   | Народная революционно-демократическая организация Кефичо                        | 16 429 727    | 82,9 | 6          |
| Союзники РДФЭН                   | Народно-демократическая организация Кембата                                     | 16 429 727    | 82,9 | 4          |
| Союзники РДФЭН                   | Народно-демократическая организация Дауро                                       | 16 429 727    | 82,9 | 4          |
| Союзники РДФЭН                   | Народно-демократическая организация Афара                                       | 16 429 727    | 82,9 | 3          |
| Союзники РДФЭН                   | Народно-демократическая организация Алаба                                       | 16 429 727    | 82,9 | 2          |
| Союзники РДФЭН                   | Народно-освободительная партия Гамбелы                                          | 16 429 727    | 82,9 | 2          |
| Союзники РДФЭН                   | Народно-демократическая организация Тембаро                                     | 16 429 727    | 82,9 | 1          |
| Союзники РДФЭН                   | Народная революционно-демократическая организация Бенча                         | 16 429 727    | 82,9 | 1          |
| Союзники РДФЭН                   | Народная революционно-демократическая организация Консо                         | 16 429 727    | 82,9 | 1          |
| Союзники РДФЭН                   | Демократическая организация национального единства Коре                         | 16 429 727    | 82,9 | 1          |
| Союзники РДФЭН                   | Народно-демократический фронт Йема                                              | 16 429 727    | 82,9 | 1          |
| Другие партии и беспартийные     | Демократическая лига эфиопского Сомали                                          | 3 369 563     | 17,1 | 17         |
| Другие партии и беспартийные     | Беспартийные                                                                    | 3 369 563     | 17,1 | 10         |
| Другие партии и беспартийные     | Народно-демократическое движение Южного Омо                                     | 3 369 563     | 17,1 | 7          |
| Другие партии и беспартийные     | Южноэфиопское народно-демократическое движение                                  | 3 369 563     | 17,1 | 6          |
| Другие партии и беспартийные     | Народная партия демократического единства Бенишангула и Северо-Западной Эфиопии | 3 369 563     | 17,1 | 5          |
| Другие партии и беспартийные     | Объединённый фронт освобождения оромо                                           | 3 369 563     | 17,1 | 4          |
| Другие партии и беспартийные     | Фронт национального освобождения Огадена                                        | 3 369 563     | 17,1 | 3          |
| Другие партии и беспартийные     | Народно-демократическая организация Дераше                                      | 3 369 563     | 17,1 | 3          |
| Другие партии и беспартийные     | Фронт освобождения Афар                                                         | 3 369 563     | 17,1 | 3          |
| Другие партии и беспартийные     | Народная революционно-демократическая организация Дизи                          | 3 369 563     | 17,1 | 2          |
| Другие партии и беспартийные     | Народно-демократический фронт Бенча, Шеко, Дизи и Мейнита                       | 3 369 563     | 17,1 | 2          |
| Другие партии и беспартийные     | Народно-демократическое движение Аргобы                                         | 3 369 563     | 17,1 | 1          |
| Другие партии и беспартийные     | Национально-демократическая организация Кебены                                  | 3 369 563     | 17,1 | 1          |
| Другие партии и беспартийные     | Народно-демократическая организация Мареко                                      | 3 369 563     | 17,1 | 1          |
| Другие партии и беспартийные     | Народная партия демократического единства Силте                                 | 3 369 563     | 17,1 | 1          |
| Другие партии и беспартийные     | Народно-демократическая организация Бурджи                                      | 3 369 563     | 17,1 | 1          |
| Другие партии и беспартийные     | Национальная лига Харери                                                        | 3 369 563     | 17,1 | 1          |
| Другие партии и беспартийные     | Западносомалийская демократическая партия                                       | 3 369 563     | 17,1 | 1          |
| Другие партии и беспартийные     | Народно-демократическая организация Зейсея                                      | 3 369 563     | 17,1 | 1          |
| Другие партии и беспартийные     | Народная партия демократического единства Гамбелы                               | 3 369 563     | 17,1 | 1          |
| Другие партии и беспартийные     | Национально-освободительный фронт Афара                                         | 3 369 563     | 17,1 | 1          |
| Другие партии и беспартийные     | Национально-демократическая партия                                              | 3 369 563     | 17,1 | 1          |
| Недействительные и чистые бланки | Недействительные и чистые бланки                                                | 159 889       | -    | -          |
| Всего                            | Всего                                                                           | 19 986 179    | 100  | 547        |
| Источник: Nohlen, et alia        |                                                                                 |               |      |            |